# Pinalia erecta
Pinalia erecta är en orkidéart som först beskrevs av Carl Ludwig von Blume, och fick sitt nu gällande namn av Carl Ernst Otto Kuntze. Pinalia erecta ingår i släktet Pinalia och familjen orkidéer.
Artens utbredningsområde är Java. Inga underarter finns listade i Catalogue of Life.